# Meedo
Genre
Meedo est un genre d'araignées aranéomorphes de la famille des Trachycosmidae.

## Distribution
Les espèces de ce genre sont endémiques d'Australie.

## Description
Les mâles mesurent de 3,7 à 6,8 mm et les femelles de 4,2 à 8,9 mm.

## Liste des espèces
Selon World Spider Catalog (version 22.5, 16/01/2022) :
- Meedo bluff Platnick, 2002
- Meedo booti Platnick, 2002
- Meedo broadwater Platnick, 2002
- Meedo cohuna Platnick, 2002
- Meedo flinders Platnick, 2002
- Meedo gympie Platnick, 2002
- Meedo harveyi Platnick, 2002
- Meedo houstoni Main, 1987
- Meedo mullaroo Platnick, 2002
- Meedo munmorah Platnick, 2002
- Meedo ovtsharenkoi Platnick, 2002
- Meedo yarragin Platnick, 2002
- Meedo yeni Platnick, 2002

## Systématique et taxinomie
Ce genre a été décrit par Main en 1987 dans les Clubionidae. Il est placé dans les Gallieniellidae par Platnick en 2002 puis dans les Trachycosmidae par Azevedo, Bougie, Carboni, Hedin et Ramírez en 2022.

## Publication originale
- Main, 1987 : « A new genus of clubionoid spider from Western Australia (Arachnida: Araneomorphae). » Australian Entomological Magazine, vol. 13, no 5/6, p. 77-81.